# 叙埃斯坎
叙埃斯坎（法語：Suhescun，法語發音：[sy.ɛskœ̃]）是法国大西洋比利牛斯省的一个市镇，位于该省中部偏西，属于巴约讷区和巴斯克地区城市公共社区。

## 地理
叙埃斯坎（43°14'5"N, 1°11'53"W）面积11.83 平方千米，位于法国新阿基坦大区大西洋比利牛斯省，该省份为法国东南部省份，涵盖了贝阿恩与北巴斯克，西临大西洋比斯開灣，北至朗德省，东北接热尔省，东临上比利牛斯省，南与西班牙接壤。
与叙埃斯坎接壤的市镇（或旧市镇、城区）包括：艾尼斯-蒙日洛斯、伊奥尔迪、伊里萨里、雅克叙、朗塔巴特。
叙埃斯坎的时区为UTC+01:00、UTC+02:00（夏令时）。

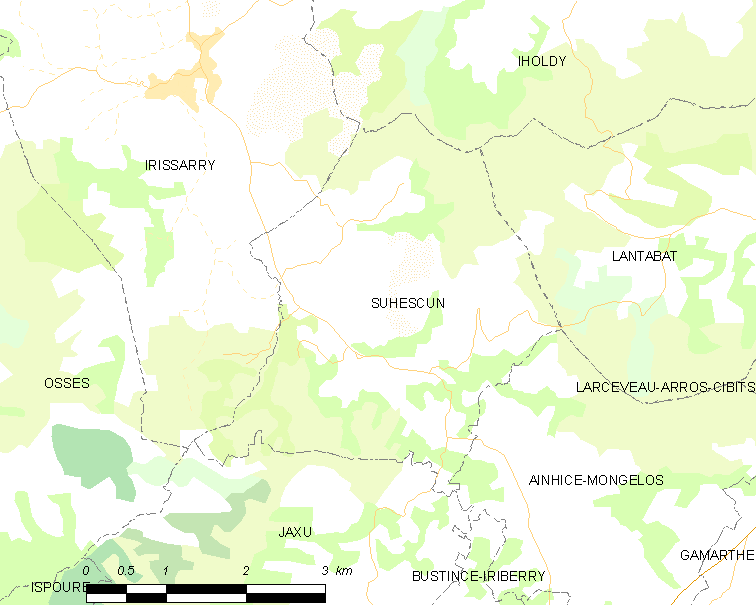
叙埃斯坎的OSM定位图

## 行政
叙埃斯坎的邮政编码为64780，INSEE市镇编码为64528。

## 政治
叙埃斯坎所属的省级选区为比达什地区-阿米库塞-奥斯蒂巴尔县。

## 人口

1962-2008年间叙埃斯坎人口变化图示

叙埃斯坎于2022年1月1日时的人口数量为165人。